# Helen Morgan
Helen Morgan (2 de agosto de 1900-9 de octubre de 1941) fue una cantante y actriz teatral y cinematográfica estadounidense. Cantante del género torch, causó sensación en los escenarios musicales de los clubes de Chicago en los años 1920. Fue conocida por su papel de Julie LaVerne en la producción original representada en el circuito de Broadway del musical de Oscar Hammerstein II y Jerome Kern Show Boat (1927), así como en la reposición de 1932 y en las dos adaptaciones cinematográficas de la obra, una de 1929 y otra de 1936. 

## Biografía
Su verdadero nombre era Helen Riggins, y nació en Danville, Illinois. Su padre era Frank Riggins, un granjero, y su madre se llamaba Lulu Lang Riggins. Ésta, tras divorciarse volvió a casarse, adoptando el apellido "Morgan". El segundo matrimonio de su madre también acabó en divorcio, por lo que decidió mudarse a Chicago con su hija. Helen no llegó a completar sus estudios, y hubo de ocuparse en diferentes trabajos para ganarse la vida, como manicurista, cajera o extra cinematográfica. A los veinte años de edad, Morgan había seguido lecciones de voz, y había empezado a cantar en speakeasies de Chicago. Aunque su voz no parecía adecuada en esos años para el tipo de canciones en las que se especializó, consiguió una gran fama dentro del género torch (canciones sentimentales). Se hizo característica de sus actuaciones en el Backstage Club de Billy Rose en 1925, el que se presentaba al público envuelta en una bufanda de seda y sentada en el piano. Sin embargo, y a pesar de la Ley seca en los Estados Unidos, Morgan llegó a hacerse alcohólica, y a menudo se la vio bebida durante sus actuaciones.
Morgan fue descubierta por Florenz Ziegfeld cuando ella bailaba en el coro de Sally en 1923, actuando en el Ziegfeld Follies en 1931, el último año activo de los Follies. Durante ese período, ella estudió música en el Metropolitan Opera durante su tiempo libre. Sin embargo, en el transcurso de su trabajo en Show Boat, el estrellato de Morgan chocó con dificultades. Su fama en el mundo de los nightclubs neoyorquinos (que realmente eran speakeasies ilegales en la época de la prohibición) la llevaron a actuar en un club llamado Chez Morgan. El 30 de diciembre de 1927, pocos días después de estrenarse Show Boat, ella fue arrestada en Chez Morgan por violar las leyes antialcohol. Los cargos se retiraron en febrero de 1928, y el club reabrió con el nombre de Helen Morgan's Summer Home, pero ella fue nuevamente arrestada, y en esta ocasión fue acusada. Sin embargo, en juicio celebrado en abril de 1929, fue absuelta por el jurado. 
En 1927, Morgan actuó como Julie LaVerne en el reparto original del musical Show Boat, su papel más conocido. Ella cantó "Bill" (con letra de P. G. Wodehouse y música de Jerome Kern) y "Can't Help Lovin' Dat Man" en dos representaciones teatrales y dos adaptaciones al cine del musical producidas en un intervalo de once años.
Otro de sus papeles destacados fue el de Kitty Darling en el largometraje de Rouben Mamoulian estrenado en 1929 Applause, en el cual exhibió una excelente interpretación y en el cual hubo también de cantar a capela.
Tras actuar en la versión cinematográfica de 1929 de Show Boat, ella participó en el musical de Kern y Hammerstein representado en el circuito de Broadway Sweet Adeline. 
Morgan protagonizó también un programa radiofónico, Broadway Varieties, en la CBS. El show, que emitía música ligera, popular y semiclásica, se radió desde el 24 de septiembre de 1933 hasta el 22 de abril de 1934. Se emitió una versión posterior, sin Morgan, desde el 2 de mayo de 1934 hasta el 30 de julio de 1937.
Su última actuación cinematográfica tuvo lugar en la versión de Show Boat estrenada en 1936, y que a menudo ha sido considerada como la mejor de las dos películas sobre el musical (la versión de 1951 en Technicolor fue la otra, ya que la de 1929 se basaba en la novela de Edna Ferber del mismo título, y que era el origen del musical).
A finales de los años 1930, Morgan fue contratada para participar en un show en el Loop Theater de Chicago. Sin embargo, en esa época ya estaba alcoholizada, y en 1940 hubo de ser hospitalizada, tras encarnar a Julie La Verne una última vez en una reposición de Show Boat llevada a cabo en Los Ángeles. Pudo volver a actuar en 1941, gracias a su mánager, Lloyd Johnson. Sin embargo, el alcoholismo le produjo un colapso mientras actuaba en la obra George White's Scandals of 1942, falleciendo a causa de un cirrosis hepática en Chicago, Illinois, el 9 de octubre de 1941. Tenía 41 años de edad. Fue enterrada en el Cementerio Holy Sepulchre, en Alsip (Illinois). 
Morgan se había casado en tres ocasiones, la primera con un admirador, Lowell Army, que ella había conocido mientras actuaba en Sally. Su segundo marido fue Maurice "Buddy" Maschke, con el cual se había casado el 15 de mayo de 1933, y del que se divorció varios años después. Su último matrimonio fue con Lloyd Johnson, con el que se casó el 27 de julio de 1941. El 25 de junio de 1926, en Springfield (Illinois), Morgan había tenido una niña, Elaine Danglo, a la que dio en adopción.
Morgan fue interpretada por Polly Bergen en un drama de la serie de antología Playhouse 90 emitido en 1957, The Helen Morgan Story, con dirección de George Roy Hill. Bergen ganó un Premio Emmy por su actuación. Ese mismo año se estrenó el largometraje The Helen Morgan Story, en el cual Ann Blyth encarnaba a Morgan.

## Discografía
Helen Morgan grabó todos sus discos antes de la llegada del long play, por lo cual sus grabaciones tiene formato 78 RPM, con una canción en cada cara.

### Discos con Brunswick Records enLondres
- 1927
  - Me and My Shadow [Cara B: When I Discover My Man]
  - Just Like a Butterfly (That’s Caught in the Rain) [Cara B: You Remind Me of a Naughty Springtome Cuckoo]
  - A Tree in The Park [Cara B: Where's That Rainbow?]
  - Lazy Weather [Cara B: Possibly]
  - Nothing But [Cara: Wanting You]
  - Do-Do-Do [Cara B: Maybe]

### Discos con Victor Records enNueva York
- 1928
  - Can’t Hel Lovin’ Dat Man [Cara B: Bill]
- 1929
  - Who Cares What You Have Been? [Cara B: Mean to Me]
  - What Wouldn’t I Do For That Man!  [Cara B: More Than You Know]
  - Why Was I Born [Cara B: Don’t Ever Leave Me!]
- 1930
  - Body And Soul [Cara B: Soomething to Remember You By]
- 1934
  - A Fool There Was (no distribuido)
  - Give Me a Heart to Song [Cara B: Franky And Johnny]

### Discos con Brunswick Records enLos Ángeles
- 1934
  - When He Comes Home to Me [Cara B: (I’ve got) Stand in My Shoes]
  - It’s Home [Cara B: Song Of a Dreamer]
  - Winter Overnight [Cara B: I See Two Lovers]
- 1935
  - The Little Things You Used To Do [Cara B: I Was Taken By Storm]

## Teatro
- 1923 : Sally (coro)
- 1925-1926 : George White’s Scandals
- 1926 : Americana
- 1927 : American Grand Guignol
- 1927-1929 : Show Boat
- 1929-1931 : Sweet Adeline
- 1931 : Ziegfeld Follies
- 1932-1933 : Show Boat
- 1934 : Memory
- 1939 : A Night at the Moulin Rouge
- 1940 : Show Boat

## Filmografía
- 1923 : Six Cylinder Love, de Elmer Clifton
- 1923 : The Heart Raider, de Wesley Ruggles
- 1929 : Show Boat, de Harry A. Pollard
- 1929 : Applause, de Rouben Mamoulian,
- 1929 : Glorifying the American Girl, de Millard Webb y John W. Harkrider
- 1930 : Roadhouse Nights, de Hobart Henley
- 1931 : The Gigolo Racket, de Roy Mack (corto)
- 1933 : Manhattan Lullaby (corto)
- 1934 : The Doctor (corto)
- 1934 : You Belong to Me, de Alfred L. Werker
- 1934 : María Galante, de Henry King
- 1935 : Sweet Music, de Alfred E. Green
- 1935 : Go Into Your Dance, de Archie Mayo
- 1936 : Frankie and Johnnie, de Chester Erskine
- 1936 : Show Boat, de James Whale